# Ambrosio de Valois

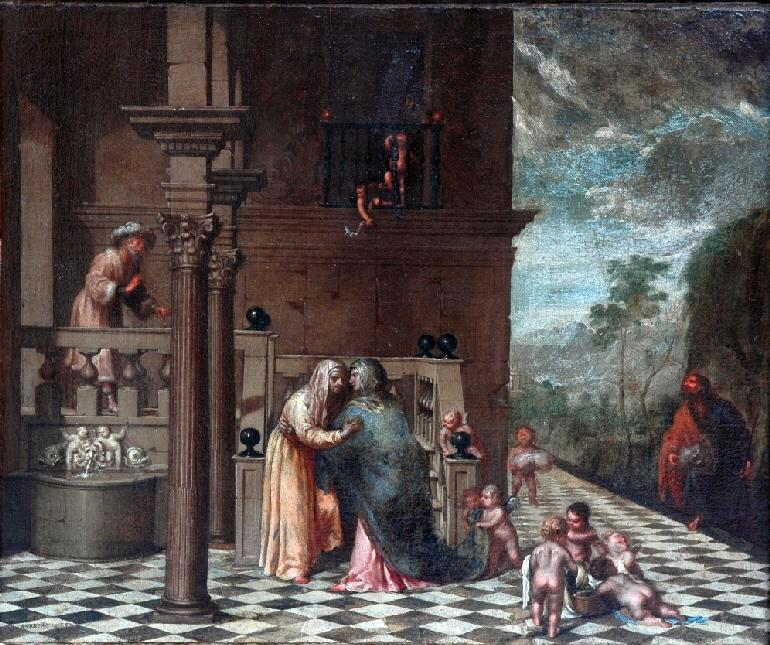
La Visitación, óleo sobre lienzo, 60 x 71 cm, Museo de Jaén.

Ambrosio de Valois (Madrid, 1651-Jaén, 1720), fue un pintor barroco español.

## Biografía
Hijo de Pascual de Valois y de Margarita Roselin, de origen francés, hacia 1655 pasó con ellos a Granada según consta por su expediente matrimonial. En 1671 se estableció en Jaén con otro compañero pintor, Manuel Ruiz de la Torre, con quien puso su taller en la plaza de la Audiencia, atraídos quizá por las expectativas de trabajo que ofrecía la recién consagrada catedral. Según Ceán Bermúdez, habría sido discípulo de Sebastián Martínez Domedel, el más destacado de los pintores jiennenses de su tiempo, lo que debe ser descartado pues Sebastián Martínez había abandonado Jaén en 1661, antes de la llegada de Ambrosio de Valois, aunque algo de la manera “anieblada” de Sebastián Martínez se puede encontrar en la pintura de este.
De su biografía se sabe que pasó los últimos meses de 1673 en la cárcel por el incumplimiento de la palabra de matrimonio dada a María Ramírez, viuda, con la que finalmente se casó en enero de 1674. Fue enterrado el 17 de marzo de 1720, en la parroquia de San Pedro de la que era feligrés, dejando como única heredera a su viuda.

## Obra
Asociado con Andrés Bautista Carrillo, retablista, se encargó entre 1696 y 1706 según la documentación del dorado de las tallas y retablos de los camarines de Jesús Nazareno y de la Inmaculada, para cuya Capilla de la Limpia Concepción en la iglesia de San Andrés, pintó también dos grandes lienzos dedicados a la Presentación de la Virgen en el Templo y la Purificación,  con amplias perspectivas arquitectónicas que permitirían relacionarlo con Miguel Jerónimo de Cieza. Fondos arquitectónicos de aire clásico se encuentran también en la Visitación del Museo de Jaén, inspirada posiblemente en el diseño del primitivo trascoro de la catedral de Jaén, obra de Andrés de Vandelvira, y en el atribuido San Pablo del ático del retablo mayor de la iglesia de las carmelitas descalzas de Santa Teresa. 
Obras firmadas son una Liberación de san Pedro, conservada en el Museo de la catedral de Guadix y una Santa Clara adorando la custodia en la iglesia de San Andrés de Jaén. Se le pueden atribuir además las nueve pinturas originales del retablo mayor de la iglesia de las carmelitas descalzas de Santa Teresa, concluido en 1678 aunque reformado en su estructura arquitectónica un siglo después, que ya Antonio Ponz relacionó con Ambrosio de Valois. Algunos de esos lienzos, especialmente los dos que ocupan la predela: San Juan Bautista niño y María Magdalena despojándose de sus joyas, incorporan amplios paisajes en los que se advierten influencias de la escuela granadina, perceptibles también en el lienzo de la Inmaculada y en el ahusamiento de la figura de la Magdalena, deudoras ambas de la pintura de Alonso Cano.